# Siurell
El siurell és una peça de ceràmica tradicional de Mallorca que té una funció de lleure i com a xiulet. Estan fets generalment amb argila i blanquejats amb calç. Solen estar decorats amb pinzellades de colors. La seva mida pot variar entre els 7 i els 15 centímetres i actualment ha esdevingut una icona turística de la zona.
Es tracta d'un objecte representatiu de la ceràmica popular mallorquina. Se n'han fet de diverses tipologies, incloent els que incorporen formes antropomòrfiques o zoomòrfiques. S'han fet servir com a joguina per nens de famílies humils, tot i que durant el segle xix i principi del segle xx es van tornar a posar de moda.
El dia típic per comprar siurells és durant la romeria de Sant Marçal, celebrada el 30 de juny al santuari de Sa Cabaneta.

## Descripció
Hi ha qui pensa que ve d'una antiga joguina àrab, tot i que també hi ha formes semblants a Sardenya, Eivissa i Creta. Les formes de Creta es troben al museu d'Iràklio procedents d'unes excavacions del Palau de Cnossos.
Hi ha una altra teoria que apunta que són originaris de la cultura grega segles abans del cristianisme. El siurell generalment expressa les tradicions de l'edat del bronze. Se li ha atribuït un significat religiós a causa de coincidències i semblances amb l'arqueologia de Creta, de Xipre, de Grècia o de Sardenya.
A Segòvia hi ha figures semblants també amb xiulet, però el siurell manifesta característiques amb danses folklòriques mallorquines. Molts investigadors intenten esbrinar el veritable origen del siurell però només són hipòtesis sense arribar a cap conclusió definitiva.

## Curiositats
A Joan Miró li agradaven molt els siurells. En una entrevista, va dir:
| «            | Els observo constantment. Cada figura té la seva fisonomia pròpia. Tot i que són produïts per centenars. Són molt populars. Especialment entre els nens .[…] Aviat hi haurà una festa aquí. Un festival popular amb una petita fira. Veurà vostè en venda molts petits ninots com aquests, només costen unes pessetes. Aquests ninots tenen per a mi una importància extraordinària, fixeu-vos en l'expressivitat del rostre i l'actitud | » |
| — Joan Miró. | |   |